# Sigismund Friedrich Hermbstädt
Sigismund Friedrich Hermbstädt (Erfurt, 14 aprile 1760 – Berlino, 22 ottobre 1833) è stato un chimico tedesco.

## Biografia
Studiò medicina e farmacia all'Università di Erfurt e, dopo la laurea, lavorò come assistente nella farmacia di Johann Christian Wiegleb a Langensalza. Nel 1786 intraprese un viaggio di studio sulle montagne Harz e sul fiume Erzgebirge, seguito da visite a Gottinga, Halle, Lipsia e Freiberg, e nel processo, fece la conoscenza di numerosi eminenti scienziati. Nel 1787 si trasferì a Berlino, dove condusse lezioni private di chimica, fisica, tecnologia e farmacia. Nel 1781 fu nominato professore di chimica e farmacia presso il Collegium Medico-chirurgicum di Berlino.
Nel 1808 divenne membro dell'Accademia delle scienze prussiana e tre anni dopo fu nominato professore di chimica tecnologica all'Università di Berlino. Nel 1820 divenne professore di chimica all'Allgemeinen Kriegsschule di Berlino.

## Opere
- Physikalisch-chemische Versuche und Beobachtungen, 1786.
- System der antiphlogistischen Chemie, 1803, (tradotto in francese: Traité élémentaire de chimie di Antoine Laurent Lavoisier).[3]
- Systematischer Grundriß der allgemeinen Experimentalchemie 1800-1805.
- Grundsätze der experimentellen Kammeral-Chemie für Kammeralisten, Agronomen, Forstbediente und Technologen, 1808.
- Grundriss der technologie, oder, Anleitung zur rationellen kenntniss und beurtheilung derjenigen kunste, fabriken, manufakturen und handwerke, welche mit der kameral- und policeywissenschaft, so wie der landwirthschaft in nachster verbindung stehen, 1814.[4]